# Eupoecila miskini
Eupoecila miskini är en skalbaggsart som beskrevs av Oliver Erichson Janson 1876. Eupoecila miskini ingår i släktet Eupoecila och familjen Cetoniidae. Inga underarter finns listade i Catalogue of Life.